# Rauðamelur
Rauðamelur är en udde i republiken Island.   Den ligger i regionen Västlandet, i den västra delen av landet, 80 km norr om huvudstaden Reykjavík.
Terrängen inåt land är kuperad åt nordväst, men åt sydost är den platt.  Trakten runt Rauðamelur är nära nog obefolkad, med mindre än två invånare per kvadratkilometer. Trakten runt Rauðamelur består i huvudsak av gräsmarker.
Inlandsklimat råder i trakten. Årsmedeltemperaturen i trakten är 0 °C. Den varmaste månaden är juli, då medeltemperaturen är 12 °C, och den kallaste är januari, med −8 °C.